# Zipaltonal Fluctus
Lo Zipaltonal Fluctus è una struttura geologica della superficie di Venere.